# (24) Фемида
(24) Феми́да (лат. Themis) — астероид главного пояса, который принадлежит к тёмному спектральному классу B и возглавляет семейство Фемиды. Он был открыт 5 апреля 1853 года итальянским астрономом Аннибале де Гаспарисом в обсерватории Каподимонте, Италия, и назван в честь Фемиды, древнегреческой богини правосудия, второй супруги Зевса.

## Орбита и вращение
Данный астероид расположен ближе к внешней части главного пояса, на расстоянии 3,14 а. е. от Солнца. Он движется по эллиптической орбите с очень малым наклоном к плоскости эклиптики 0,757 ° и относительно низким эксцентриситетом, близким к 0,129, поэтому его расстояние от Солнца меняется довольно слабо — примерно от 408,671 млн км в перигелии до 529,652 млн км в афелии. Орбитальный период составляет около 5,54 года. Астероид входит в состав семейства Фемиды, которое представляет собой довольно компактное ядро, состоящее из крупных астероидов и окружённое облаком более мелких тел.
На основе создаваемых Юпитером возмущений орбиты астероида в 1875 году была подсчитана его масса. А 100 лет спустя, 24 декабря 1975 года, произошло довольно тесное сближение Фемиды с астероидом (2296) Кугультинов, во время которого минимальное расстояние между телами составляло 0,016 а. е. (2 400 000 км) — расстояние, на первый взгляд, довольно значительное, но вполне достаточное, чтобы между астероидами начали действовать заметные силы гравитации. На основании анализа гравитационных возмущений за период сближения была уточнена масса Фемиды — 2,89⋅10−11 от массы Солнца (9,62⋅10−6 от массы Земли).

## Поверхностный лёд

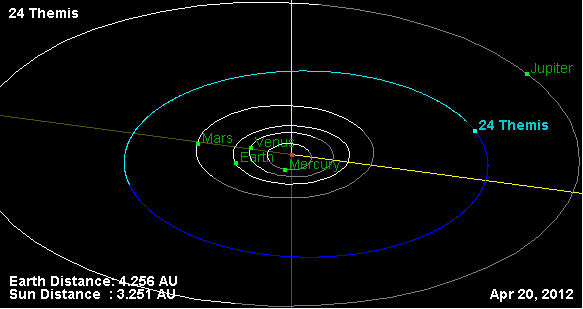
Орбита астероида Фемида и его положение в Солнечной системе

Наличие льда на поверхности астероида было подтверждено сразу двумя независимыми группами астрономов. 7 октября 2009 года на основании результатов обработки спектральных данных инфракрасного телескопа НАСА IRTF на Гавайских островах астрономы Университета Центральной Флориды (University of Central Florida in Orlando) объявили, что обнаружили воду на астероиде (24) Фемида. Тем самым они подтвердили прошлогоднее открытие своих коллег из Университета Джонса Хопкинса (Johns Hopkins University in Laurel, Maryland), работавших по программе поиска внеземных цивилизаций (SETI). Помимо воды, обе команды заявили ещё и о том, что на поверхности Фемиды обнаружены сложные углеводороды, в том числе молекулы — предшественники жизни. Водяной лёд в смеси с органическими соединениями занимает большую часть поверхности астероида и распределён на ней довольно равномерно. При этом лёд не может долгое время находиться на нём в стабильном состоянии, так как за счёт относительной близости астероида к Солнцу на нём довольно интенсивно должны идти процессы испарения льда, что ограничивает время его существования всего несколькими годами. Следовательно, на астероиде должны существовать источники, которые постоянно пополняли бы запасы льда на поверхности. Учёными выявлено два возможных механизма пополнения запасов водяного льда на поверхности.
Вариант первый. Неглубоко под поверхностью Фемиды находятся крупные запасы водяного льда. При ударах мелких космических тел скрытая вода испаряется и тут же замерзает и оседает на большой площади.
Вариант второй. Образование воды на поверхности астероида происходит в результате химических реакций, проходящих под действием солнечного ветра. Высокоэнергетические солнечные протоны взаимодействуют с окислами металлов с поверхности астероида, расщепляя их на ионы. Образовавшиеся гидроксильные группы, а также ионы водорода и кислорода, соединяясь между собой, способны образовать молекулы воды, которые оседают на поверхность астероида и накапливаются там в виде льда.
Учёные предполагают, что именно такого рода астероиды, сталкивавшиеся с Землёй в период поздней метеоритной бомбардировки, могли быть источниками воды на нашей планете, ведь на ранних этапах своей истории Земля была слишком горяча, чтобы удержать достаточное количество воды. Таким образом, почти вся вода, существующая на Земле на данное время, имеет внешнее происхождение. А наличие сложных органических соединений в очередной раз укрепляет гипотезу панспермии.
Японский инфракрасный спутник Akari подтвердил наличие на Фемиде гидратированных минералов.